# Namsa-eup
Namsa-eup (koreanska: 남사읍) är en köping i provinsen Gyeonggi i den centrala delen av Sydkorea, 50 km sydost om huvudstaden Seoul. Den ligger i stadsdistriktet Cheoin-gu i stadskommunen Yongin. Den fick status som köping den 19 februari 2021, dessförinnan hade den status som socken och hette Namsa-myeon (남사면).